# Byron Mullens
Byron James „B.J.“ Mullens (* 14. Februar 1989 in Canal Winchester, Ohio) ist ein britisch-US-amerikanischer Basketballspieler, der als Center spielt.

## Karriere
Nach seinem High-School-Abschluss ging er zum Studium an die Ohio State University, wo er für die Hochschulmannschaft  Buckeyes Basketball in der Big Ten Conference der NCAA spielte. Bei den Buckeyes kam er zunächst überwiegend als Reservespieler von der Bank, wobei er als Freshman in seinem ersten und schließlich einzigem Collegejahr 8,8 Punkte und 4,7 Rebounds pro Spiel erzielen konnte. Im Anschluss meldete er bereits sich zum Entry Draft der am höchsten dotierten Profiliga NBA an.
Beim NBA-Draft 2009 wurde er an 24. Stelle von den Dallas Mavericks ausgewählt, die aber ihre Rechte an ihm kurz darauf  für die Rechte an Roddy Beaubois eintauschten, so dass Mullens zu den Oklahoma City Thunder kam. Bei den Thunder konnte sich Mullens nicht in die Rotation spielen, so dass er immer wieder an das Farmteam Tulsa 66ers in der NBA Development League (D-League) abgestellt wurde, um Spielpraxis und Erfahrung zu sammeln, die Mullens in seiner kurzen NCAA-Karriere nicht sammeln konnte. Während des Lockouts 2011 spielte Mullens drei Wochen beim griechischen Erstligisten Panionios Athen, kehrte aber bereits zum europäischen Saisonbeginn Anfang Oktober vor Ende des Lockouts bereits wieder in seine Heimat zurück.
Zum Ende des Lockouts wurde Mullens am 19. Dezember 2011 dann zu den Charlotte Bobcats transferiert, wo er mehr Spielanteile erhielt, so dass er sich stark verbessern konnte. Am 6. April 2012 stellte Mullens mit 31 Punkten und 14 Rebounds persönliche Karriererekorde in der jedoch weitgehend erfolglosen Mannschaft auf. Mullens konnte seine Werte in der Saison 2012/13 weiter verbessern, doch nach 2 Jahren verließ Mullens zur Saison 2013/14 die Bobcats und schloss sich den Los Angeles Clippers an. Für die Clippers spielte Mullens jedoch nur bis Februar 2014. Kurz vor Ende der Wechselfrist kam Mullens in einem Spielertausch zu den Philadelphia 76ers.
Nach dem Saisonende unterschrieb Mullens bereits im Sommer 2014 einen Vertrag in der Chinese Basketball Association für die Zhongyu aus Shanxi.

### Nationalmannschaft
Aufgrund seiner britischen Mutter ist Mullens berechtigt für die britische Nationalmannschaft zu spielen. Er wurde in den Kader für die Olympischen Sommerspiele 2012 berufen, musste jedoch verletzungsbedingt absagen.